# Odilia

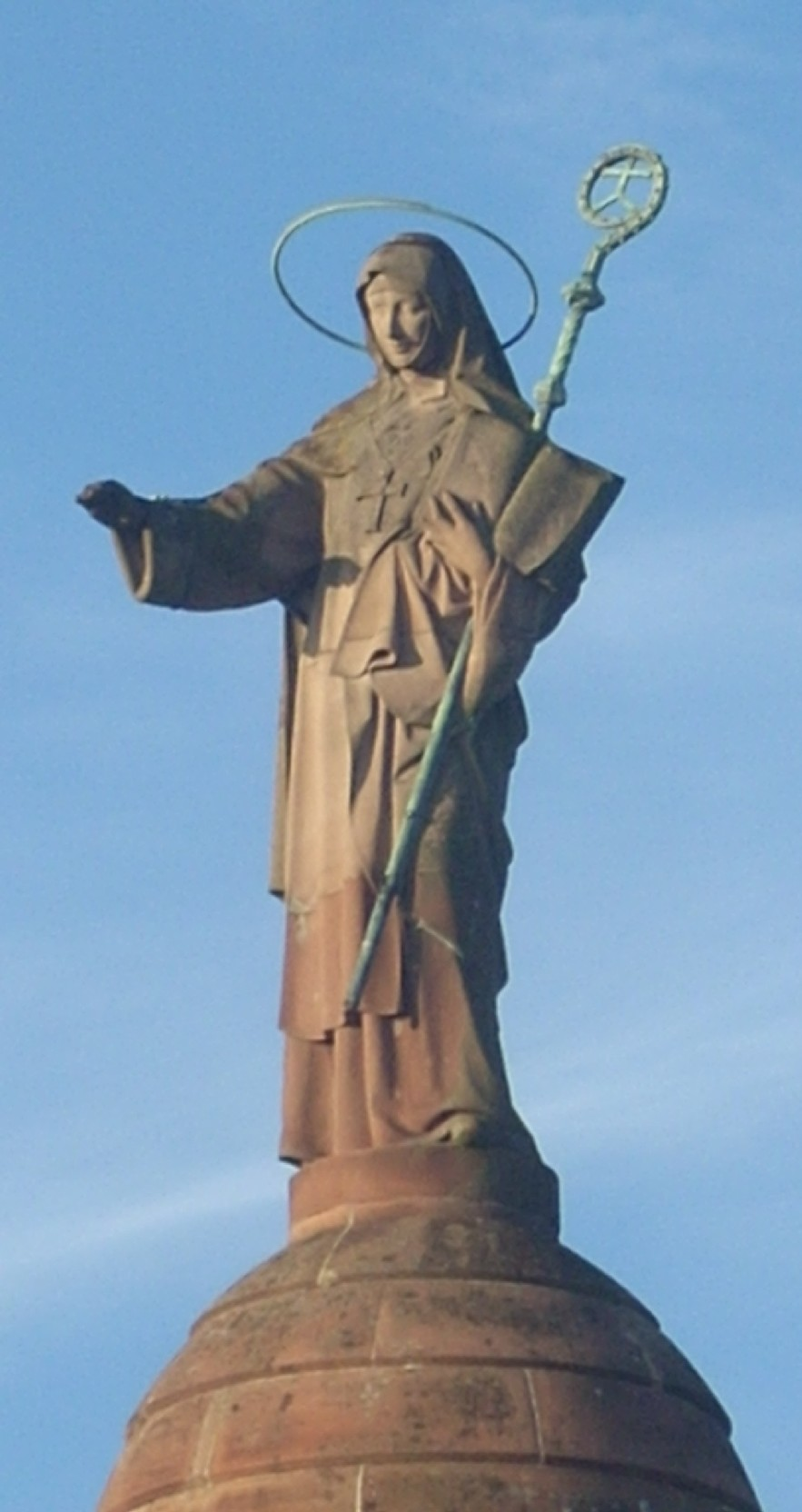
Statue der hl. Odilia auf der Klosterkirche des Odilienbergs

Die heilige Odilia (auch Odilie, Odile oder Ottilie, * um 660 im Elsass oder Burgund; † 720 im Kloster Niedermünster beim Odilienberg) war eine Äbtissin und wird als Schutzpatronin des Elsass und des Augenlichtes verehrt. Der Name Odilia ist eine Nebenform von Ottilie und stammt vom Althochdeutschen ot, „Erbgut“ oder „Besitz“.

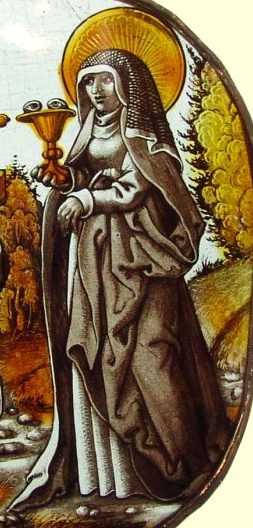
St. Odilia, Glasmalerei um 1500

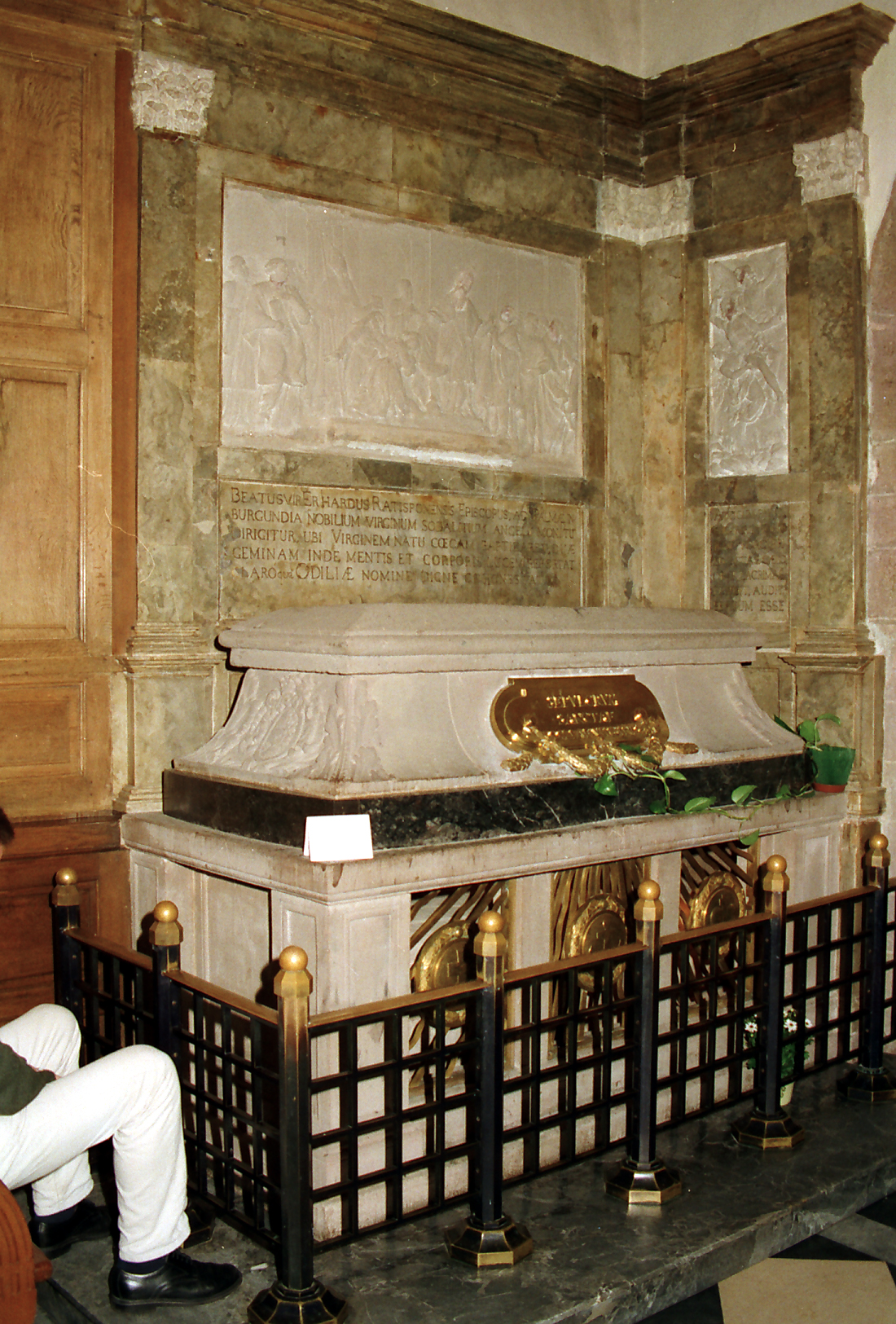
Grabkapelle auf dem Odilienberg

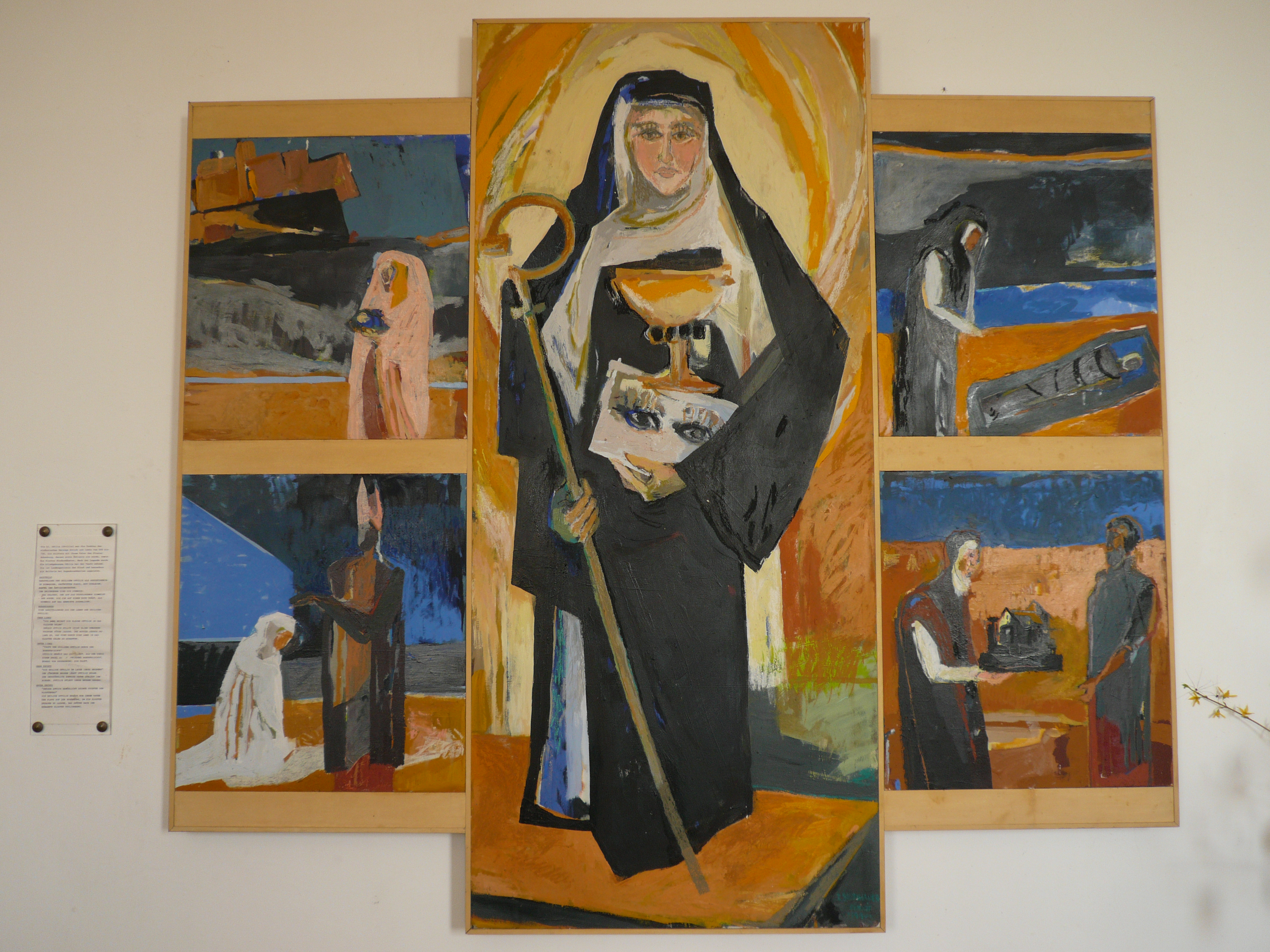
Darstellung in der Ottilienkapelle in Horb

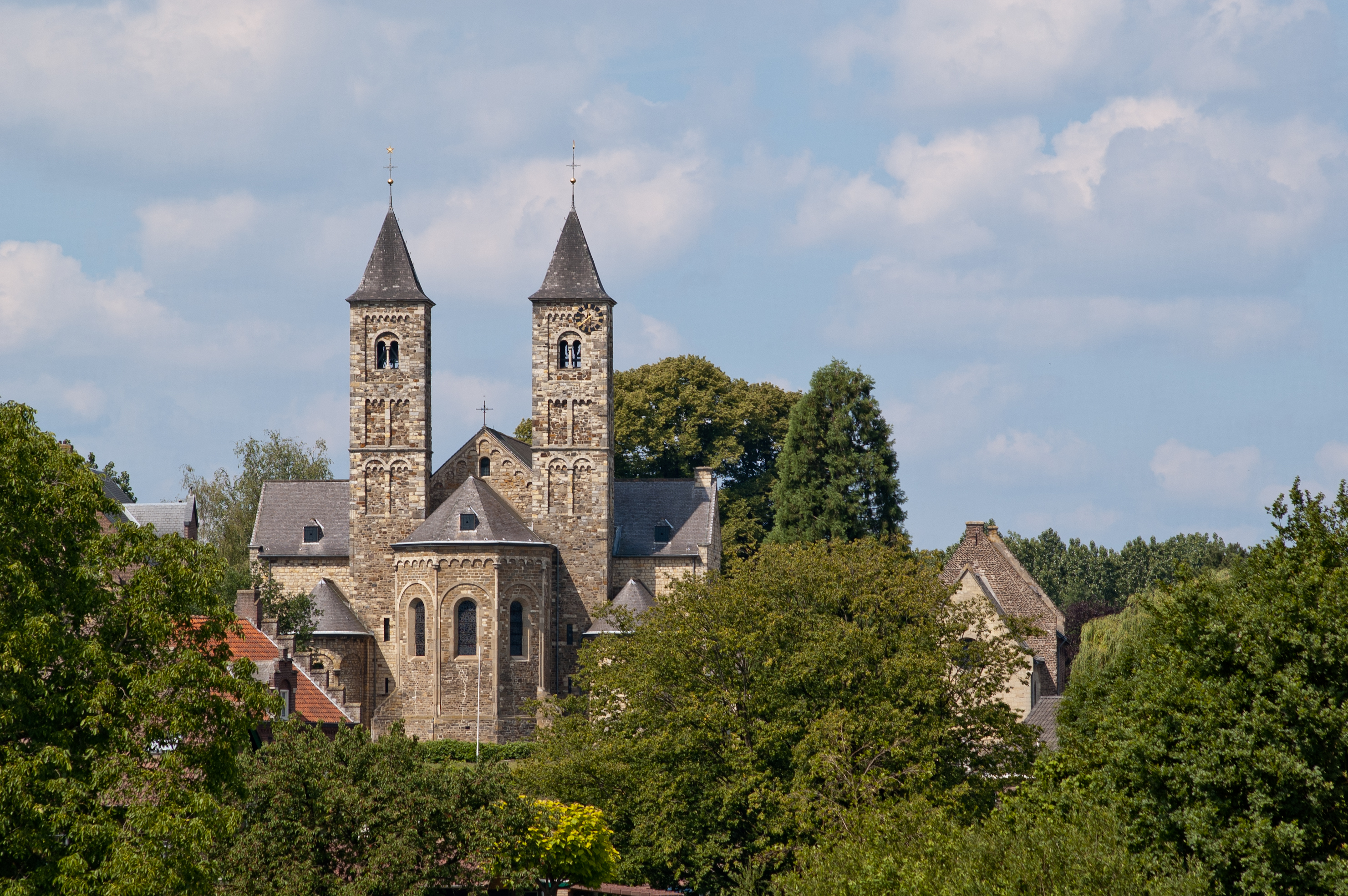
Basilika St. Wiro, St. Plechelmus und St. Otgerus in Sint Odiliënberg, Niederlande

## Legende
Ihre Biographie basiert hauptsächlich auf einer Legende aus dem 10. Jahrhundert. Nach dieser Erzählung wurde Odilia auf der Hohenburg (Gemeinde Obernai; deutsch Oberehnheim) geboren. Sie war die Tochter des Herzogs Eticho (auch Athich, Attich, Adalrich oder Adalricus) und seiner Frau Bersinda (auch: Bethsvinda oder Bereswinde genannt) und kam blind zur Welt. Aus diesem Grund wollte ihr Vater sie töten lassen; die Mutter rettete sie, indem sie das Kind in ein Kloster gab. Wahrscheinlich handelt es sich um das Kloster von Baume-les-Dames östlich von Besançon. Als sie im Alter von zwölf Jahren von Erhard von Regensburg getauft wurde, erlangte sie das Augenlicht. Sie kehrte zu ihren Eltern zurück, musste aber wieder vor ihrem Vater fliehen und sich in einer Höhle verbergen. Diese Höhle liegt je nach Quelle entweder in Arlesheim (südlich von Basel) oder im Musbachtal bei Freiburg im Breisgau. An beiden Orten ist eine Verehrung bis mindestens ins 15. Jahrhundert feststellbar. Später versöhnte sie sich mit ihrem Vater, der ihr ein Besitztum auf der Hohenburg im Elsass – dem späteren Odilienberg (französisch: Mont Sainte-Odile) – zur Verfügung stellte, wo sie 690 ein Kloster gründete. Im ebenfalls von ihr gegründeten Kloster Niedermünster am Fuße des Odilienberges starb sie um 720. Ihr Grab befindet sich auf dem Odilienberg. Der Odilienberg ist der wichtigste Wallfahrtsort des Elsass; die dortige Quelle gilt als hilfreich bei Augenleiden.

## Historische Biographie
Historisch bezeugt ist die Schenkung des Klosters Hohenburg durch Herzog Eticho an seine Tochter Odilia. Fragwürdig ist allerdings ihr Geburtsort (nach der Legende auf dem Odilienberg bei Obernai), da ihr Vater vor 673 nicht als Herzog vom Elsass bezeugt war, jedoch Besitztümer bei Dijon hatte. Der Aufenthalt im Kloster von Baume-les-Dames während ihrer Kindheit/Jugendzeit und die Taufe durch Erhard von Regensburg scheinen glaubwürdig.

## Verehrung
Der evangelische, römisch-katholische und orthodoxe Gedenktag der heiligen Odilia ist der 13. Dezember.

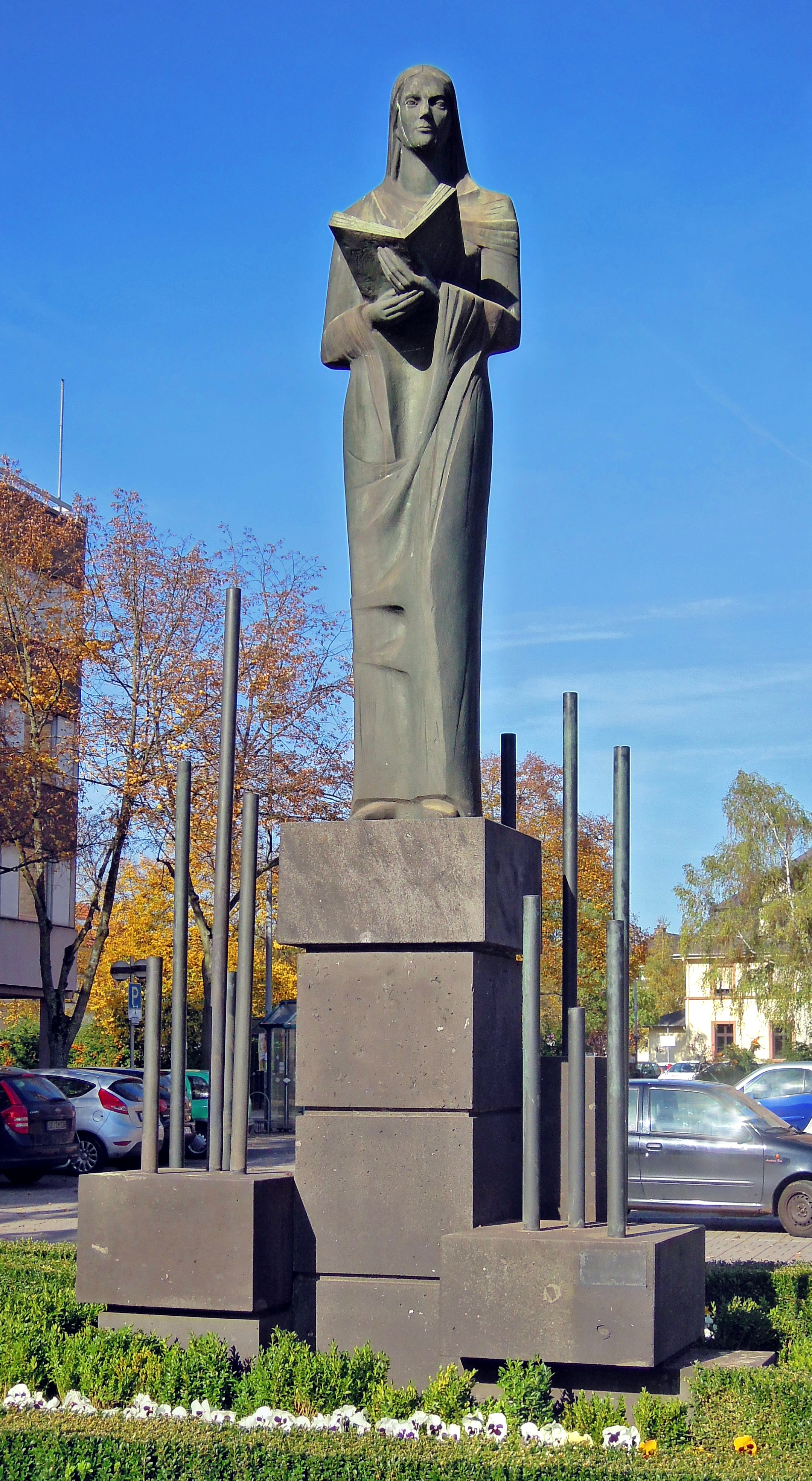
Odiliendenkmal vor dem Saardom in Dillingen/Saar von Lothar Meßner, 1981, Basalt und Bronze, Statue: 2,65 m

An folgenden Orten wird sie besonders verehrt:
- Gesamtes Elsass: Schutzheilige und Patronin der Augenkranken und Blinden
- Bei Freiburg im Breisgau am Ende des Musbachtales befindet sich seit ca. 1300 eine der hl. Odilia gewidmete Kapelle. Das heutige Kirchlein St. Ottilien wurde 1503 erbaut. Die Kirche wurde über einer Quelle errichtet, deren radonhaltigem Wasser Linderung bei Augenleiden zugesprochen wird und die in einer Grotte heute noch für Besucher zugänglich ist.[1]
- Dillingen/Saar, Schutzpatronin der Stadt; die heutige Stadt gehörte im Mittelalter dem Kloster auf dem Odilienberg im Elsass.[2]
- Arlesheim (Kanton Basel-Landschaft), Schutzpatronin der Ortschaft
- Dormagen-Gohr mit der Pfarrkirche St. Odilia, Schutzpatronin der Ortschaft. Jährlich findet eine Odilien-Oktav statt. Die Pfarrei ist im Besitz einer Reliquie der Heiligen.
- Die Klosterkirche St. Maria Magdalena in Wuppertal-Beyenburg, die neben dem letzten der Klöster des Ordens der Kreuzherren in Rheinland und Westfalen auf dem Beyenberg steht, kam 1964 in den Besitz von Reliquien der Heiligen. Diese wurden in einer feierlichen Prozession dorthin übertragen.
- Erzabtei St. Ottilien
- Benediktinerkongregation von St. Ottilien
- Wallfahrtskirche in Taing, Gemeinde Pastetten, Landkreis Erding. Dort wird eine Reliquie von ihr verehrt.
- Wallfahrtskirche Möschenfeld östlich von München: umfangreicher Bildzyklus zu ihrem Leben
- Wallfahrtskirche Kollmitzberg, Niederösterreich: Patrozinium und „Ottilienwasser“
- Ottilienkirche im Stadtgebiet von Schwäbisch Gmünd ist mindestens seit 1411 der Odilia geweiht und ein Wallfahrtsort vor allem für von Augenleiden geplagte, so soll dort der Bischof Paul Wilhelm von Keppler nach einem Besuch von schwerem Augenleiden geheilt worden sein.
- Kapelle „Zur Heiligen Odilia“ in der Blindenpension „Harmonie“ in Unterdambach bei St. Christophen, Niederösterreich
- St. Ulrich im oberschwäbischen Amendingen, dort Ottilienstatue aus einer aufgelassenen Ottilienkapelle
- Patronin der katholischen Kirche in Ginolfs, Gemeinde Oberelsbach, Rhön.
- Im Ortsteil Godsheide der belgischen Stadt Hasselt
- Im Ortsteil Sint Odiliënberg der niederländischen Gemeinde Roerdalen (Basilika St. Wiro, St. Plechelmus und St. Otgerus)
- Ottilienkapelle in Plochingen, erbaut 1328 auf einem ehemaligen, keltischen Quellheiligtum, dessen Wasser man die Linderung und Heilung von Augenleiden zuschrieb
- Ottilienkapelle in Rechtmehring, unterhalb der Wallfahrtskirche St. Maria in Hochhaus.
- Ottilienkapelle in Horb, erbaut 1431 auf einem Berg oberhalb der Altstadt
- St. Ottilia in Randegg, Ortsteil von Gottmadingen
- Wallfahrtskirche St. Ottilien, erbaut 1669 bei Buttisholz, Kanton Luzern, Schweiz.
- Wallfahrtskirche St. Ottilia Hellring
- Odilienkapelle mit Quelle „Heiligenborn“ im Großen Lückner zwischen Oppen und Wahlen
- Heideck, Diözese Eichstätt,  Frauenkirche "Kapell", Zelebrationsort auch der überlieferten Heiligen Messe.  Nördlicher Seitenaltar zu Ehren der Heiligen Ottilia, konsekriert 1419 und 1473 mit päpstlichen Anlässen aus dem Lateran privilegiert
- Odiliaquelle am Kirchheimer Hof, Gemarkung Breitfurt[3]

## Attribut
Das Attribut der Odilia ist ein aufgeschlagenes Buch mit zwei Augen.

## Ottilia-Gebet

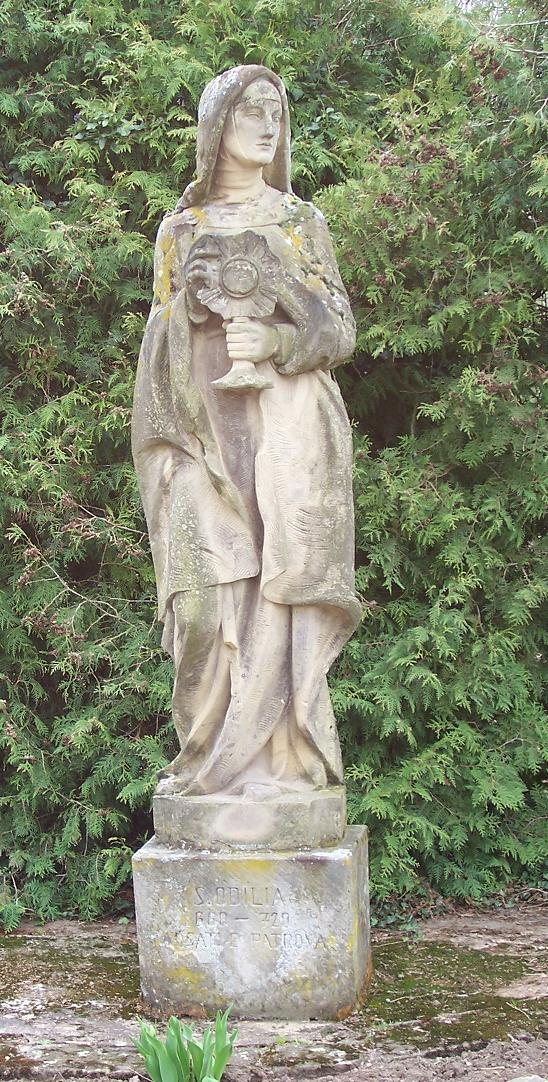
Statue der heiligen Odilia in Avolsheim.

Lasset uns beten!
O Gott, Du Licht der Völker,
Du hast die Hl. Ottilia durch
Wunder verherrlicht und der
Blindgeborenen im Hl. Sakrament
der Taufe das Augenlicht gegeben.
Wir bitten Dich nun vertrauensvoll:
Schenke uns auf ihre Fürbitte hin
die Gesundheit des Leibes und
der Seele, damit wir hier
in diesem Leben mit den Augen
unseres Leibes in der Schöpfung
die Spuren Deiner Weisheit und Liebe
sehen können und dereinst
im anderen Leben Dich selbst
unverhüllt schauen dürfen ohne Ende.
Durch Christus, unseren Herrn.
Amen!